# Bohunice (Trenčín)
Bohunice (in ungherese Vágbánya) è un comune della Slovacchia facente parte del distretto di Ilava, nella regione di Trenčín.